# Rense Westra
Rense Westra (Oudwoude, 30 september 1946 – Leeuwarden, 2 maart 2015) was een Fries-Nederlandse acteur.

## Werk
Westra speelde in meer dan tachtig stukken van het Friese beroepstheatergezelschap Tryater, waaronder in Friestalige uitvoeringen van Richard de Derde, Een midzomernachtsdroom en Romeo en Julia van Shakespeare en De kersentuin van Tsjechov. Daarnaast was hij vanaf 1985 in verschillende Friestalige speelfilms te zien, waaronder De Gouden Swipe (1995) en De Fûke (2000). Voor zijn rol in deze laatste film werd hij genomineerd voor een Gouden Kalf in de categorie Beste Acteur. Westra speelde Veldwachter Zwart in twee verfilmingen van De Kameleon-jeugdboekenreeks en in de daarnaar gemaakte musical De Kameleon Ontvoerd (2006).
Op televisie was Westra te zien in soapseries als Goudkust (1996) en Westenwind (1999). Bekend werd hij mede door zijn hoofdrol als Beant Baas in de Friestalige sitcom Baas Boppe Baas, die van 2001 tot 2005 bij Omrop Fryslân was te zien. Ook in de door Rients Gratama in 2007 geregisseerde gelijknamige theaterversie van deze serie speelde hij een hoofdrol. Westra had een vaste rol in de Friese advocatenserie Dankert en Dankert.
Westra was tevens actief voor de Friese schooltelevisie en in Friestalige cabaretprogramma's. Ook sprak hij verscheidene documentaires in en was hij te zien in reclamespotjes.

## Persoonlijk leven
In Westra's persoonlijke leven speelde het christelijke geloof een voorname rol. Hij was een regelmatige kerkganger en preekte ook zelf, zowel in het Fries als in het Nederlands.

## Overlijden

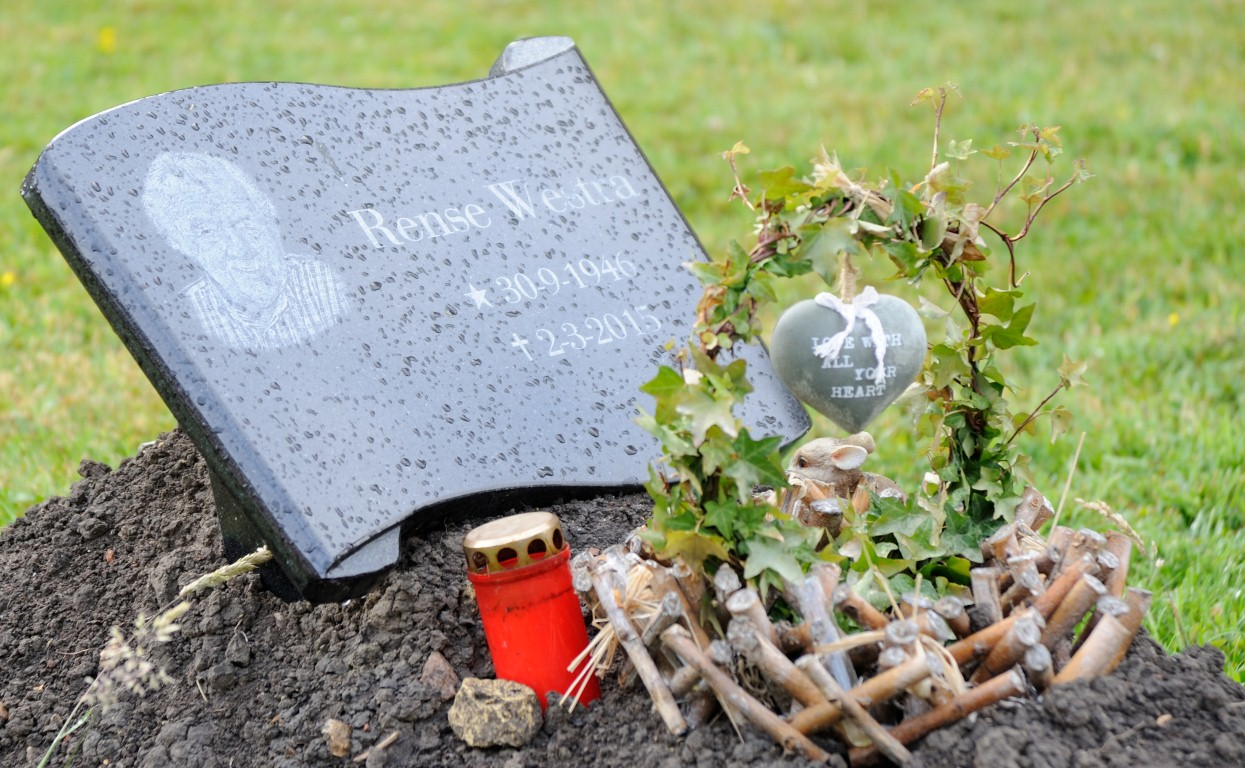
Het graf van Westra in Wartena (2015)

Rense Westra overleed op 2 maart 2015 in het MCL te Leeuwarden. Hij werd 68 jaar en werd begraven op het kerkhof van zijn woonplaats Wartena.

## Rense Westra Oeuvre Award
Na het overlijden van Westra werd datzelfde jaar de Rense Westra Oeuvre Award in het leven geroepen door regisseur Steven de Jong. De (publieks-)prijs is bedoeld voor acteurs die veel betekend hebben voor Nederlandse films of series, maar daar (te) weinig waardering voor krijgen. 
Het zou echter bijna 10 jaar duren voordat deze voor het eerst echt werd uitgereikt aan acteur Peter Tuinman.

## Theater
- 1962: De Rikeling
- 1963: Twa kear twa is twa, ne fjouwer
- 1965: Frou en Faem
- 1965: Us Sted
- 1969: Moarten yn soarten
- 1969: Drama yn de hoare flat
- 1969: De Herbergierster
- 1970: Elkenientsje
- 1970: De fleanende dokter
- 1970: Hillige Gloede (Tryater)
- 1971: Dag Ouwe Dag Jonge
- 1971: De Parel
- 1972: Sjoen op in Distansje
- 1972: De Miggeherberg (Tryater)
- 1972: Under Dokters hannen (Tryater)
- 1972: Kampslach
- 1973: In tutsje oer de toanbank (Tryater)
- 1973: Europleane 16-8 (Tryater)
- 1974: Op bleate fuotten (Tryater)
- 1974: It Wurd (Tryater)
- 1974: In Deserteur (Tryater)
- 1975: Odysseus yn Bjirmerhaven (Tryater)
- 1976: 4-ris om (middeiskoft) (Tryater)
- 1976: 4-ris om (Moanys jonkje gult net) (Tryater)
- 1976: it Buterbriefke (regisseur)
- 1978: Man, frou, moard (Tryater)
- 1978: Thus (Tryater)
- 1978: Spul om it spul (Tryater)
- 1978: Dwaende mei Ora (Tryater)
- 1979: De Hogerhuissaek (Tryater)
- 1980: Simson (Tryater)
- 1980: Ik bin de rjochter (Tryater)
- 1980: In tankbere Gast (Tryater)
- 1980: Ik kin net oars (Tryater)
- 1981: Keardels fan it Kastleinke (Tryater)
- 1981: De Trep (Tryater)
- 1982: Yn e Hobbel (Tryater)
- 1982: In likje hunning (Tryater)
- 1983: Veronika har Keamer (Tryater)
- 1983: Wat oars as oars (Tryater)
- 1983: Ta nut fan it algemien (Tryater)
- 1983: Hoe riker hoe briker (regisseur)
- 1983: De triljende ierde (Tryater)
- 1984: Himmel waar hjoed (Tryater)
- 1984: Ut (Tryater)
- 1984: As de iel rint (regisseur)
- 1985: Freed/vrijdag (Tryater)
- 1985: Dreame by midsimmernacht (Tryater)
- 1985: De Kontrabas (Tryater)
- 1985: De boer is troef (schrijver/regisseur)
- 1986: Wy binnen dochs freonen (Tryater)
- 1986: De feint fan 2 masters (Tryater)
- 1987: Romeo en Julietta (Tryater)
- 1987: Boeren Stjerre (Tryater)
- 1988: Wyze Hans (Tryater)
- 1988: Villa Aria
- 1988: Tramwein Begearte (Tryater)
- 1989: Richard III (Tryater)
- 1989: Tsjoentsjettel (Tryater)
- 1989: Alle dagen snein (Tryater)
- 1990: Mephisto (Tryater)
- 1990: Ynterieur (Tryater)
- 1991: De Undergong fan Fryslan (Tryater)
- 1991: Finze yn fantasie (Tryater)
- 1992: Amphitryon of: godlyk fertier (Tryater)
- 1992: Retteketet Tsjyng Boem
- 1992: Seis personaazjes om in skriuwer ut (Tryater)
- 1992: Opus Kriebel
- 1992: Berchbewenners (Tryater)
- 1992: Heit (Tryater)
- 1993: It Kersehof (Tryater)

## Filmografie (selectie)
- 1985: De Dream
- 1995: De Gouden Swipe
- 1996: Goudkust (tv-serie)
- 1996: Marie Antoinette is niet dood
- 2000: In goede aarde: Yesterday
- 2000: De Fûke
- 2001: Nynke
- 2001-2002: Westenwind (tv-serie)
- 2001-2005: Baas Boppe Baas (tv-serie)
- 2003: De schippers van de Kameleon
- 2003: Útgong
- 2003: De Passievrucht
- 2004: Sinterklaas Pakt Uit
- 2004: Floris
- 2005: Kameleon 2
- 2006: De Sportman van de Eeuw
- 2006: Dankert en Dankert (tv-serie)
- 2007: De scheepsjongens van Bontekoe
- 2008: TiTa Tovenaar (tv-serie)
- 2008: Snuf de Hond in oorlogstijd
- 2008: Snuf de Hond en de jacht op Vliegende Volckert (tv-serie)
- 2008-2009: Bit (tv-serie op Omrop Fryslân)
- 2009: De Hel van '63
- 2010: Snuf en het spookslot
- 2010: Snuf en de IJsvogel
- 2011: Penny's Shadow
- 2011: Flikken Maastricht (tv-serie, 1 afl.)
- 2011: New Kids Nitro
- 2013: Leve Boerenliefde
- 2014: Stuk!
- 2014: Taart (afl. Alaska) als Marinus
- 2014: Official Promo 48 Hour Film Project Leeuwarden 2014
- 2015: Michiel de Ruyter